# Rosendo Villarreal
Rosendo Villarreal Dávila (Saltillo, Coahuila, 26 de julio de 1942) es un político mexicano, miembro del Partido Acción Nacional, ha sido Senador y Presidente Municipal de Saltillo.
Rosendo Villarreal es Ingeniero Mecánico Administrador egresado del Instituto Tecnológico y de Estudios Superiores de Monterrey, inició sus actividades como empresario, siendo Presidente de la Canacintra de Saltillo, líderes del sector empresarial y directivo de varias empresas de la región.
Miembro del PAN desde 1990, en 1991 fue postulado y ganó la Presidencia Municipal de Saltillo, siendo el primer miembro del un partido diferente al PRI en obtenerla, fue postulado Candidato a Gobernador de Coahuila, en las Elecciones de 1993, donde quedó en segundo lugar, al año siguiente 1994 fue elegido Senador por Coahuila para el periodo que comenzando ese mismo año terminaba en 2000. Tras el término de su periodo se ha dedicado a la docencia en el ITESM.